# Calumma emelinae
Espèce
Calumma emelinae est une espèce de sauriens de la famille des Chamaeleonidae.

## Systématique
L'espèce Calumma emelinae a été décrite en 2020 par David Prötzel (d), Mark David Scherz (d), Fanomezana M. Ratsoavina (d), Miguel Vences et Frank Glaw.

## Répartition
| \| {{{4}}} · {{{4}}} · {{{4}}} · {{{4}}} · {{{4}}} · {{{4}}} \| Observations répertoriées de Calumma emelinae. |
| {{{4}}} · {{{4}}} · {{{4}}} · {{{4}}} · {{{4}}} · {{{4}}}                                                      |

Cette espèce est endémique de la côte est de Madagascar.

## Étymologie
Son épithète spécifique, emelinae, lui a été donnée en l'honneur d'Emelina Widjojo, mère du botaniste indonésien Wewin Tjiasmanto (d), en reconnaissance du support qu'elle a fourni pour la recherche et les projets de conservation de la nature à Madagascar par le biais de l'initiative BioPat.

## Publication originale
- (en) David Prötzel, Mark D. Scherz, Fanomezana M. Ratsoavina, Miguel Vences et Frank Glaw, « Untangling the trees: Revision of the Calumma nasutum complex (Squamata: Chamaeleonidae) », Vertebrate Zoology, vol. 70, no 1,‎ 4 février 2020, p. 23-59 (ISSN 1864-5755 et 2625-8498, DOI 10.26049/VZ70-1-2020-3, lire en ligne).